# Sergei Khramtsov
Sergei Nikolayevich Khramtsov (en ruso: Серге́й Николаевич Храмцов) (Rusia, 28 de febrero de 1977) es un exfutbolista ruso que jugaba en la posición de defensa.

## Clubes
| Club                             | País  | Año       |
| -------------------------------- | ----- | --------- |
| FC Izumrud-Neftyanik Timashyovsk | Rusia | 1995      |
| FC Kubán Krasnodar (1928)        | Rusia | 1996      |
| FC Rotor Volgogrado              | Rusia | 1996      |
| FC Rotor-2 Volgograd             | Rusia | 1996-1997 |
| FC Tekstilshchik Kamyshin        | Rusia | 1998      |
| FC Rotor-2 Volgograd             | Rusia | 1998-1999 |
| FC Mordovia Saransk              | Rusia | 2000      |
| FC Rotor Volgogrado              | Rusia | 2001      |
| FC Mordovia Saransk              | Rusia | 2001-2003 |
| FC Spartak Nizhny Novgorod       | Rusia | 2004      |
| FC Lokomotiv Nizhni Nóvgorod     | Rusia | 2005      |
| FC Uralan Elista                 | Rusia | 2006      |
| FC Rotor Volgogrado              | Rusia | 2006      |